# Сан-Калоджеро
Сан-Калоджеро (итал. San Calogero) — коммуна в Италии, располагается в регионе Калабрия, подчиняется административному центру Вибо-Валентия.
Население составляет 4631 человек, плотность населения составляет 185 чел./км². Занимает площадь 25 км². Почтовый индекс — 89842. Телефонный код — 0963.
Покровительницей коммуны почитается Пресвятая Богородица, празднование 8 декабря.